# Жлоба, Юлий Егорович
Юлий Егорович Жлоба — советский хозяйственный, государственный и политический деятель, Герой Социалистического Труда.

## Биография
Родился в 1931 году в деревне Медведовка. Член КПСС.
Брат — Евгений Егорович (род 15.08.1934) — Герой Социалистического Труда.
С 1946 года — на хозяйственной, общественной и политической работе. В 1946—1991 гг. — колхозник, помощник тракториста, механизатор, слесарь, тракторист, бригадир комплексной бригады, механизатор-картофелевод совхоза им. Калинина Краснопольского района, основатель звеньевой системы выращивания картофеля в БССР.
Указом Президиума Верховного Совета СССР от 8 апреля 1971 года присвоено звание Героя Социалистического Труда с вручением ордена Ленина и золотой медали «Серп и Молот».
Делегат XXV съезда КПСС.
Умер в Могилёвской области в 2010 году.